# Кваттрочокке, Микела
Мике́ла Кваттрочо́кке (итал. Michela Quattrociocche; род. 3 декабря 1988, Рим) — итальянская модель и актриса.
Окончила курсы дикции и актёрского мастерства. Снималась для обложек журналов.
В 2008 году снялась в фильме Федерико Моччиа «Прости за любовь» в роли Ники Кавалли, влюблённой в главного героя Алекса Белля (Рауль Бова).
Её избранником стал футболист Альберто Аквилани. 18 апреля 2011 года у пары родился первенец — дочь Аврора. 4 июля 2012 года Микела и Альберто поженились. 3 ноября 2014 года в семье появилась вторая дочь — Диаманте.

## Фильмография
- Прости за любовь (2008)
- Рождество в Беверли-Хиллз (2009)
- Шарм-эш-Шейх (2010)
- Песня для тебя (2010)
- Прости, хочу на тебе жениться (2010)